# Смольский, Сергей Михайлович
Сергей Михайлович Смольский (2 января 1946 года) — советский и российский учёный, доктор технических наук, профессор; Почётный академик Академии электротехнических наук РФ.

## Биография
Родился 2 января 1946 года в Москве.
В 1970 году окончил Радиотехнический факультет Московского энергетического института. В 1974 году защитил кандидатскую диссертацию, в 1993 году — докторскую. В 1994 году получил ученое звание профессора. С 1987 года работал заместителем проректора по научной работе, с 1990 по 2000 годы — проректором МЭИ по международным контактам. В 1995 году стал заведующим кафедрой «Радиоприёмных устройств». Являлся профессором кафедры «Формирования и обработки радиосигналов», а также заместителем директора Института Радиотехники и Электроники Московского энергетического института.

## Научная деятельность
Читал лекции в зарубежных университетах в Нидерландах, Мексике, Колумбии, Аргентине, Иране, Индии и ЮАР. Автор более 300 научных статей, более двадцати монографий и учебных пособий, включая девять научных монографий на английском языке, изданных в США, Великобритании, Германии и Китае. Свободно владея английским языком, сделал более 100 докладов на различных конференциях по всему миру.
Сергей Михайлович вёл научно-организационную работу в журналах «Радиотехника», «Электросвязь», «Известия ВУЗов — Радиоэлектроника», «Известия ВУЗов — Радиофизика» в качестве внештатного рецензента статей. Являлся членом научных советов по защите докторских и кандидатских диссертаций; членом Европейской ассоциации международного образования и членом совета Центров международного сотрудничества России при Минобрнауке РФ. Выступал с докладами в области международного образования на конференциях и симпозиумах различного уровня.

## Заслуги
- Награждён почетным знаком «Отличник Министерства машиностроения СССР», почетной медалью имени С. М. Рязанского Академии космонавтики (2000) и значком «Почётный радист Российской Федерации» (2003).
- Офицер ордена Заслуг перед Республикой Польша (1 декабря 2000 года, Польша)[5].
- За большой трудовой вклад и плодотворную многолетнюю деятельность был удостоен в 2004 году премии МЭИ «Почет и признание».[6][7]
- «Заслуженный работник высшей школы Российской Федерации» (2007); Заслуженный профессор МЭИ (2010).[8]
- Также является:
  - почетным доктором Университета Сан-Хуан (Аргентина, 1997) и Университета Каджеш-Насер-Тузи (Иран, 1995);
  - членом Международного Института электро- и радиоинженеров (IEEE);
  - действительным членом (академиком) Международной академии информатизации, Международной академии наук высшей школы, Международной электротехнической академии;
  - почетным член Международной корпорации выпускников советских учебных заведений ИНКОРВУЗ, имеющей статус ЮНЕСКО.